# Michael Ewers
Michael Ewers (* 1964 in Herne) ist ein deutscher Gesundheits- und Pflegewissenschaftler und Hochschullehrer. Er ist Leiter des Instituts für Gesundheits- und Pflegewissenschaft an der Charité Berlin.

## Werdegang
Michael Ewers studierte von 1982 bis 1987 Religionspädagogik und Kirchliche Bildungsarbeit an der Augustana-Hochschule und anschließend bis 1990 Philosophie an der Ludwig-Maximilians-Universität München. Es folgten ein Ergänzungsstudium der Erziehungswissenschaften an der Fernuniversität Hagen von 1992 bis 1993 sowie von 1994 bis 1996 das Studium der Gesundheitswissenschaften/Public Health an der Technischen Universität Berlin.
Neben diesen Studien absolvierte Ewers das Referendariat im Dekanat Augsburg der Evangelisch-Lutherischen Landeskirche Bayern von 1987 bis 1989. Danach war er bis 1992 Geschäftsführer der Aids-Hilfe Stuttgart e.V. und des Regenbogendienstes Stuttgart und anschließend Leiter des Referats „Pflege und Gesundheitswesen“ in der Bundesgeschäftsstelle der Deutschen Aids-Hilfe in Berlin.
Ab 1996 übernahm Michael Ewers Positionen in wissenschaftlichen Einrichtungen: zunächst als wissenschaftlicher Mitarbeiter in der Arbeitsgruppe Public Health im Wissenschaftszentrum Berlin für Sozialforschung, dann von 1997 bis 2003 am Institut für Pflegewissenschaft, Universität Bielefeld, Fakultät für Gesundheitswissenschaften. Hier wurde er 2003 zum Dr. Public Health promoviert.
Im selben Jahr erhielt Ewers eine Professur für Gesundheitswissenschaften / Patientenorientiertes Management an der Hochschule München. 2009 wurde er als Nachfolger von Jutta Beier auf die Universitäts-Professur für Gesundheitswissenschaften und ihre Didaktik an der Charité - Universitätsmedizin Berlin berufen. Seit 2012 ist er Direktor am dortigen Institut für Gesundheits- und Pflegewissenschaft.

## Forschungsschwerpunkte
Die Forschungsschwerpunkte von Michael Ewers liegen im Bereich der Gesundheits- und pflegewissenschaftlichen Versorgungs- und Bildungsforschung, unter anderem zu den Themen: Leben und Versorgung bei mit schwerer chronischer Krankheit, Patientensicherheit und Qualitätsentwicklung in der häuslichen Pflege, Sektorenübergreifende Versorgung (Integrierte Versorgung; Case Management, Care Management, Pathway Management).

## Veröffentlichungen (Auswahl)
- M. Ewers, D. Schaeffer (Hrsg.): Case Management im Gesundheitswesen. Bern: Huber, 2005
- M. Ewers, E. Paradis, D. Herinek (Hrsg.): Interprofessionelles Lernen, Lehren und Arbeiten. Gesundheits- und Sozialprofessionen auf dem Weg zu kooperativer Praxis. Weinheim: Beltz-Juventa, 2019. ISBN 978-3-7799-3998-6

## Mitgliedschaft in Fachgesellschaften und wissenschaftlichen Gremien (Auswahl)
- Expertenbeirat zur Erstellung eines Nationalen Aktionsplans Health Literacy
- Deutschen Gesellschaft für Pflegewissenschaft e.V. (DGP)
- Deutschen Gesellschaft für Palliativmedizin (DGP)
- Deutscher Verband für Gesundheitswissenschaften und Public Health e.V. (DVGPH)
- Deutsche Gesellschaft für Care und Case Management (DGCC)